# 陆学善
陆学善（1905年9月21日—1981年5月20日），字禹言，男，浙江湖州人，中国物理学家，中国晶体物理学研究的主要创始人之一，中国科学院院士。

## 生平
1924年考入国立东南大学（後更名国立中央大学），1928年毕业于中央大学物理系。1933年毕业于清华大学研究生院。1936年获英国曼彻斯特大学物理学博士学位。